# (54902) Close
(54902) Close – planetoida z grupy pasa głównego asteroid okrążająca Słońce w ciągu 3,63 lat w średniej odległości 2,36 j.a. Została odkryta 23 lipca 2001 roku przez Myke’a Collinsa i Minora White’a w obserwatorium w miejscowości Anza w Kalifornii. Gary Close (1940-1999) pracował w Muzeum Nauki Zachodniej Wirginii (Science Museum of Western Virginia) przez 18 lat, w tym jako dyrektor Planetarium Hopkinsa.